# ببرک کارمل
بَبرَک کارمَل سیاستمدار کمونیست افغانستان، نظریه‌پرداز لنِنیست و از اعضای کمیته مرکزی حزب دموکراتیک خلق افغانستان بود. وی ریاست شورای وزیران را بر عهده داشت و از سال ۱۹۷۹ تا سال ۱۹۸۶ رئیس‌جمهور افغانستان بود.
او سیاست‌مداری اهل افغانستان بود که از ۱۹۷۹ تا ۱۹۸۶ در دوران مداخلهٔ شوروی سومین رئیس‌جمهور جمهوری دموکراتیک افغانستان بود. پیش از این که رئیس دولت شود، یکی از مبارزان بزرگ چپ و انقلابی در صحنه سیاسی افغانستان بود. ببرک کارمل اصلاحات گسترده‌ای را در برنامه‌های حزبی و نهادهای دولتی وارد کرد. کارمل سیاست‌های تند حزب و دولت زیر رهبری حزب دموکراتیک خلق را تا حد زیادی ملایم کرد و برای نخستین بار مشارکت ملی در نهادهای دولتی را مطرح کرد و تا حدود زیادی آن را به اجرا گذاشت. زمین‌های تقسیم شده میان کشاورزان و افراد بی زمین را پس گرفته و به صاحبان آن‌ها واگذار کرد و دیدگاه حزب را دربارهٔ مذهب، جامعه و سیاست هم تغییر داد. کارمل هزاران زندانی سیاسی را از بند آزاد کرد. سیاست‌های تند حزب دموکراتیک خلق در زمان نورمحمد تره‌کی و حفیظ‌الله امین با واکنش‌های منفی مردم تا مرز شورش عمومی مواجه شد، هرچند حمایت غرب و کشورهای اسلامی هم از این شورش مؤثر بوده‌است. در پیش گرفتن سیاست میانه‌رو توسط ببرک کارمل تا حدودی نتیجه فهم و آگاهی او از پیامدهای سیاست تند حزب در گذشته دانسته می‌شود. اما کارمل به دلیل این که با حمایت شوروی سابق و به ویژه پس از اشغال نظامی افغانستان توسط ارتش سرخ شوروی در ششم جدی/دی ۱۳۵۸، به قدرت رسید، اصلاحات او هم باعث کاهش شورش در کشور نشد.

## نوجوانی
ببرک کارمل در ۱۶ دی/جدی ۱۳۰۸ (۶ ژانویه ۱۹۲۹) در دهکدهٔ کمری واقع در شرق کابل در خانواده‌ای تاجیک زاده شد. در لیسه (دبیرستان) آلمانی‌زبانِ امانی در کابل درس خواند و در سال ۱۹۴۷ وارد دانشکده حقوق و علوم سیاسی دانشگاه کابل شد. در آنجا او برای نخستین‌بار با فعالان سیاسی مارکسیست آشنا می‌گردد. کارمل بزودی رهبر جنبش دمکراتیک دانشجویان ویش زلمیان (جوانان بیدار) گردید.

## پیشینه سیاسی
کارمل در اواسط دههٔ ۱۹۵۰ به دلیل فعالیت‌های ضد رژیم زندانی شد. در سال ۱۹۵۶ از حبس رها شد و به عنوان کارمند در وزارت برنامه و بودجه منصوب گردید. کارمل در سال ۱۹۵۷ با نام مستعار مرید یک پلاتفرم کمونیستی تأسیس کرد. در تاریخ ۱ ژانویه ۱۹۶۵ همراه با ۲۹ نفر رفقایش و نورمحمد تره‌کی از نویسندگان و اعضاء این سازمان، حزب دموکراتیک خلق افغانستان را بنیان‌گذاری کرد. در سال‌های ۱۹۶۵ و ۱۹۶۸ هربار برای چهار سال به عنوان نماینده در پارلمان افغانستان انتخاب گردید.
در سال ۱۹۶۷ حزب دموکراتیک خلق افغانستان به دو فراکسیون (شاخه) خلق و پرچم منشعب گردید. کارمل رهبر شاخه‌ای معتدل پرچم شد. علی‌رغم مخالفت کارمل، حزب در سال ۱۹۷۷ دوباره متحد گردید. پس از کودتای ۲۷ آوریل ۱۹۷۸ حزب دموکراتیک خلق افغانستان نقش حزب حکومتی را به عهده گرفت. کارمل به عنوان معاون شورای انقلابی و معاون نخست‌وزیر تعین گردید. پس از آنکه شاخه‌ای خلق چرخ مبارزات درون حزبی برای کسب قدرت را به نفع خود برگرداند، اعضای پرچم در ماه ژوئیه ۱۹۷۸ از وظایف شان در دستگاه حکومت کشور سبک‌دوش شدند. کارمل به عنوان سفیر به پراگ اعزام شد. در اوت ۱۹۷۸ همراه با ۵ نفر دیگر از اعضاء پرچم به اتهام ساختگی خیانت ملی از حزب دموکراتیک خلق افغانستان اخراج و به کشور فراخوانده شد. او با این دستور مخالفت کرد.
حزب دموکراتیک خلق افغانستان تلاش نمود افغانستان را بر بنیاد اندیشه‌های سوسیالیستی، نوین سازد اما نتوانست ثبات را در افغانستان تأمین کند. در جریان مداخلهٔ ارتش سرخ به افغانستان اتحاد شوروی کارمل را فراخواند و در تاریخ ۲۷ دسامبر ۱۹۷۹ پس از کشته شدن حفیظ‌الله امین به عنوان رئیس‌جمهور منصوب گردید. مشخصهٔ عمده دورهٔ حکومت کارمل جنگ با شورشگران مجاهدین است.

## فعالیت‌های سیاسی
او نخستین فعالیت‌های سیاسی اش را از دانشگاه و با فعالیت‌های دانشجویی آغاز کرد و بزودی رهبر تشکل چپگرای دانشجویی موسوم به «جوانان بیدار» شد.
کارمل در ۱۳۳۴ خورشیدی به دلیل فعالیت‌های چپگرایانه و ضد دولتی به زندان افتاد، اما پس از چهار سال که از زندان آزاد شد، به استخدام وزارت پلان (برنامه‌ریزی) دولت ظاهر شاه درآمد. او ده سال پس از آن (جدی/دی ۱۳۴۳) با گروهی از همفکران خود، در جلسه‌ای در خانه شخصی نورمحمد تره‌کی، دست به تأسیس حزب دموکراتیک خلق افغانستان زد. هر چند در این جلسه، تره‌کی به عنوان رهبر حزب برگزیده شد، اما ببرک کارمل به عنوان مهم‌ترین نظریه‌پرداز و تأثیرگذار آن جلسه (کنگره) شناخته می‌شد.
ببرک کارمل در نشریه این حزب که به نام «خلق» منتشر می‌شد، مقالات مفصلی برای توضیح دیدگاه‌های مارکسیستی خود و حزبش پرداخت، اما این نشریه هفتگی نتوانست بیش از چند شماره، به گفته‌ای، تنها شش شماره منتشر کند. او پس از آن در نشریه «پرچم» هم مقالات زیادی نوشت. کارمل از جمله افرادی در حزب بود که در سخنرانی مهارت داشتند و در راهپیمایی‌ها و تظاهرات اعتراضی علیه دولت شاهی شرکت و سخنرانی می‌کرد. اما مهم‌ترین محل سخنرانی‌های کارمل مجلس نمایندگان کشور بود که در سال‌های چهل خورشیدی، که به دهه دموکراسی معروف شده‌است بود، چون دولت در این سال‌ها تا حد زیادی دیدگاه‌های دگراندیشانه را تحمل می‌کرد.
کارمل پس از قیام نظامیان در ۷ ثور/اردیبهشت ۱۳۵۷، فرد شماره دوم نظام جدید بود. ببرک کارمل در نخستین انتخابات پارلمانی پس از تصویب قانون اساسی ۱۳۴۳ به عضویت مجلس نمایندگان رسید و در سخنرانی‌های خود در مجلس به گونه علنی مواضع ایدئولوژیک خود را مطرح کرد. سخنرانی در مجلس، فرصت مهمی بود که نمایندگان چپگرا، از جمله ببرک کارمل و آناهیتا راتب زاد به بیان دیدگاه‌های خود می‌پرداختند. سخنرانی‌های تند و چپگرایانه آنان در مجلس، بارها با واکنش‌های تند اسلامگراها و اعضای محافظه کار مجلس مواجه شد و گاهی حتی منجر به تنش در مجلس می‌شد.
در سال ۱۳۴۵ خورشیدی که حزب دموکراتیک خلق به دو جناح خلق و پرچم منشعب شد، ببرک کارمل در راس جناح میانه‌رو پرچم قرار گرفت. گفته می‌شود ببرک کارمل برای این که حزب دوباره متحد شود تلاشی نکرد. به گفته برخی پژوهشگران، او مخالف دیدگاه‌های برخی از اعضای حزب دموکراتیک خلق بود. به نظر کارمل، «این افراد هنوز هم با اندیشه‌های قبیله‌ای وابسته بودند.» با این همه، هر دو جناح حزب دموکراتیک خلق در سال ۱۳۵۶ دوباره متحد شد. این زمانی بود که حزب و رهبران عمده آن به شدت زیر فشارهای سیاسی دولت جمهوری محمد داوود خان قرار داشتند.

## کودتا
کارمل در پی کشته شدن میر اکبر خیبر، از اعضای برجسته جناح پرچم حزب دموکراتیک خلق افغانستان در ۲۸ حمل/فروردین ۱۳۵۷، در مراسم خاکسپاری او در گورستان شهدای صالحین در شرق کابل، سخنرانی تندی کرد.
کارمل و دیگر رهبران حزب در این مراسم، که ده‌ها هزار تن از اعضا و هواداران حزب شرکت کرده بودند، تأکید کردند که انتقام قطره قطره خون خیبر را خواهند گرفت. برخی‌ها این سخنان تهدیدآمیز ببرک کارمل را به عنوان اعلام جنگ علیه رژیم داوود خان تعبیر کرده‌اند.
دولت داوود خان در پی این سخنرانی‌ها رهبران عمده حزب، از جمله ببرک کارمل و نورمحمد تره‌کی را زندانی کرد و شماری دیگر را تحت نظارت مأموران امنیتی قرار داد.
حفیظ‌الله امین، که رهبری شاخه نظامی جناح خلق حزب را به عهده داشت، شب ۶ ثور/اردیبهشت ۱۳۵۷ دستور کودتا را داد و فردای آن روز دولت جمهوری محمد داوود خان سرنگون شد و رژیم کمونیستی؛ متمایل به شوروی اعلام موجودیت کرد.
ببرک کارمل پس از قیام هفتم ثور/اردیبهشت ۱۳۵۷ به رهبری حزب دموکراتیک خلق به معاونیت رئیس شورای انقلابی و معاونیت نخست‌وزیری رسید و عملاً فرد شماره دوم نظام جدید شمرده می‌شد.
اما دوماه بعد و با تحکیم قدرت حفیظ‌الله امین و با استفاده از رهبری ضعیف نورمحمدتره کی و فریب وی، در پی افزایش اختلافات میان هر دو جناح حزب، رهبران جناح پرچم کم‌کم از قدرت کنار گذاشته شدند، ببرک کارمل از معاونیت شورای انقلابی و معاونیت نخست‌وزیری به سفارت جمهوری چکسلواکی در پراگ فرستاده شد.

### اخراج از حزب دموکراتیک خلق
او هنوز سفیر افغانستان در چکسلواکی بود که با توطئه ساختگی حفیظ‌الله امین به اتهام واهی «خیانت ملی» به کشور فراخوانده شد و از عضویت حزب دموکراتیک خلق هم اخراج شد. اما این امر کارمل را از سیاست و قدرت به کلی کنار نزد، او در ششم جدی/دی ۱۳۵۸، همزمان با ورود نیروهای ارتش سرخ شوروی سابق به افغانستان، بار دیگر به قدرت بازگشت و به عنوان رئیس‌جمهوری افغانستان آغاز به کار کرد.

## ریاست جمهوری
ببرک کارمل با آغاز کار خود در مقام ریاست جمهوری، زمانی که دیگر حفیظ‌الله امین کشته شده بود، کارکردهای امین را به شدت مورد انتقاد قرار داد و او را «فاشیست و سفاک» خونریز خواند. کارمل در شش سالی که در این مقام بود کوشش کرد دست به اصلاحاتی در اهداف، برنامه‌ها و سیاست‌های حزب و نظام بزند و شورشهای مجاهدین را، که با حمایت گسترده کشورهای غربی و اسلامی به همراه بود، خاموش کند.
بازگرداندن رنگ پرچم کشور از سرخ به سه رنگ سنتی سرخ، سیاه و سبز، مشارکت اقوام در سطوح مختلف نظام و احترام به آئین‌های مذهبی از کارهایی بود که او به همین هدف و برای جلب حمایت مردم روی دست گرفت.
ببرک کارمل سلطان‌علی کشتمند را به نخست‌وزیری کشور برگزید و بیست و شش هزار زندانی سیاسی را از زندان آزاد کرد، یک روز را برای کشته شدگان؛ عزای عمومی اعلان کرد. به مسجد برای ادای نماز رفت و تلاش‌های نافرجامی را به راه انداخت تا روابط نزدیکی با کشورهای اسلامی، از جمله کشورهای همسایه برقرار کند.
اما این کارها به هیچ رو از شورش‌های گسترده و روزافزونی که دربرابر دولت او در سراسر کشور به حمایت غرب و کشورهای اسلامی پا گرفته بود، نکاست.

## عزل از قدرت
با رویکار آمدن میخائیل گورباچف به عنوان رئیس‌جمهوری شوروی سابق، سیاست‌های این کشور هم در مورد افغانستان تغییر کرد و مقدمات کنار زدن ببرک کارمل از قدرت هم در افغانستان آغاز شد.
پس از آنکه میخائیل گورباچف منشی عمومی کمیتهٔ مرکزی حزب کمونیست اتحاد شوروی گردید، اتحاد شوروی سیاست خود را در مورد افغانستان تغییر داد. به دلیل تلفات بی شمار در جریان اشغال، شورویها برای بیرون‌کردن قوای خود آماده می‌شدند. برای توافق با رهبران مجاهدین، کارمل که تحت فشارهای سیاسی قرار داشت، مانع تلقی می‌گردید.
کارمل در چهاردهم ثور/اردیبهشت ۱۳۶۵ در پلینوم تحمیلی هجده‌هم از دبیر کلی حزب دموکراتیک خلق کنار زده شد و در عقرب/آبان همان سال از ریاست جمهوری عزل و به جای او محمد نجیب‌الله قدرت را به‌دست گرفت.
گفته می‌شود که ویکتور پتروویچ پلیچکا (پولیه نیچکوВи́ктор Петро́вич، Поляни́чко)، مشاور نیرومند روسی کارمل، همراه دو عضو دفتر سیاسی حزب دموکراتیک خلق به دیدار او رفتند و از از او خواستند که استعفای خود را امضا کند.
در تاریخ ۴ مه ۱۹۸۶ کارمل از مقام منشی عمومی کمیته مرکزی حزب دمکراتیک خلق افغانستان برکنار و محمد نجیب‌الله جانشین او گردید و بعد از مدت کمی در تاریخ ۲۱ نوامبر ۱۹۸۶ به وسیلهٔ نجیب‌الله از مقامش به عنوان رئیس‌جمهور برکنار شد.
کارمل به مسکو رفت و در اواسط سال ۱۹۹۱ دوباره به افغانستان برمی‌گشت. سهم او در سقوط محمد نجیب‌الله در تاریخ ۱۵ آوریل ۱۹۹۲ روشن نیست.
کارمل پس از استعفایش چند سال در مسکو بود و در تابستان ۱۳۷۰ زیر فشار اعضای حزب به کابل بازگشت و روزانه هزارن نفر به دیدارش می‌رفتند؛ و بعد با سقوط حاکمیت دولتی و روی کار آمدن حکومت مجاهدین در سال ۱۳۷۱شمسی تحت حمایت ژنرال عبدالرشید دوستم به شمال افغانستان بازگشت، اما دیگر هرگز سهمی در سیاست پرآشوب کشور به دست نیاورد.
کارمل برای مدتی تحت حمایت ژنرال دوستم در شهر مزار شریف به سر می‌برد، اما دوباره به مسکو برگشت.
کارمل در سال‌هایی که در حیرتان در مرز با کشور ازبکستان بود، به شدت منزوی بود و با جهان بیرونی آن شهرک ارتباط زیادی نداشت. کسانی که او را در این سال‌ها دیده بودند می‌گویند او بسیار «خسته و درهم شکسته» بود.
او سال‌ها در آن جاماند و پیش از سفر آخر به مسکو، دولت شوروی حتی به او ویزا نداده بود که به دیدار خانواده‌اش به مسکو برود. کارمل پس از سقوط شوروی، زمانی که افغانستان در بحران داخلی فرورفته بود، ویزا دریافت کرد و برای مداوای بیماری سرطان بار دیگر به مسکو رفت.

## درگذشت
او سرانجام در ۱۳ قوس /آذر ۱۳۷۵ (۳ دسامبر ۱۹۹۶) به علت سرطان کبد در شهر مسکو درگذشت و جسد او را در شهرک بندری حیرتان، در شمال افغانستان به خاک سپردند.